# Paramaxillaria meretrix
Paramaxillaria meretrix is een vlinder uit de familie snuitmotten (Pyralidae). De wetenschappelijke naam is voor het eerst geldig gepubliceerd in 1879 door Staudinger.
De soort komt voor in Europa.